# El Cacaté
El Cacaté är en ort i Mexiko.   Den ligger i kommunen Ixhuatán och delstaten Chiapas, i den sydöstra delen av landet, 700 km öster om huvudstaden Mexico City. El Cacaté ligger 1 050 meter över havet och antalet invånare är 119.
Terrängen runt El Cacaté är bergig åt nordost, men åt sydväst är den kuperad. Runt El Cacaté är det ganska tätbefolkat, med 72 invånare per kvadratkilometer. Närmaste större samhälle är Tapilula, 6,0 km sydost om El Cacaté. I omgivningarna runt El Cacaté växer i huvudsak städsegrön lövskog.